# TGM (azienda)
La TGM è stata una casa motociclistica italiana attiva dal 1973 al 1985.

## Storia
Le origini della TGM vanno ricercate nella passione per il fuoristrada di due liceali parmensi, Claudio Marchesini e Gabriele Giovanardi, che nel 1971 costruirono una 50 cm³ da Cross battezzata MA.GI. (dalle loro iniziali) e motorizzata Franco Morini.
Nel 1973 ai due amici si aggiunse Giammarco Terzi, un rappresentante di macchine utensili, con il quale costruirono la prima TGM (il nome deriva sempre dalle iniziali dei cognomi), una 50 da Cross, cui si affiancò una 125 motorizzata Sachs. La ottavo di litro vinse, al suo esordio, il campionato regionale emiliano Cross Cadetti, suscitando un certo interesse e facendo partire una produzione in piccola serie, presentata al Salone di Milano di quell'anno.
Il 1974 vide la costituzione effettiva della società TGM, con sede a Martorano (frazione di Parma), ma anche l'abbandono di Giovanardi. In quell'anno le moto emiliane si dimostrarono molto competitive, vincendo i campionati Cadetti Cross di Emilia (con Michele Rinaldi) e Piemonte, i Giochi della Gioventù e la Coppa Italia. I successi furono ancora maggiori l'anno successivo, con la vittoria della Coppa Italia a squadre e dei campionati regionali di Piemonte-Liguria-Valle d'Aosta, Triveneto, Lazio-Campania.
L'annata 1976 vide l'introduzione nella gamma TGM, sinora limitata a modelli da Cross, anche di moto da Regolarità, nelle cilindrate 50 e 125. In quell'anno il motore Sachs 125 venne rimpiazzato dall'italiano Hiro. Il 1977, anno in cui Rinaldi vinse l'italiano Juniores della 125 e Fabrizio Pirovano l'italiano Cadetti della 50, vide il debutto, al Salone di Milano, della nuova 50 da Cross (con motore Franco Morini dotato di termica TGM) e di una 250 da Cross e Regolarità (motorizzata Hiro).
Dopo un 1978 in cui si rinnovò l'estetica e la ciclistica dei modelli già a catalogo, il 1979 vide l'entrata in produzione di una 125 da Cross con motore raffreddato a liquido. L'anno successivo fu quello della consacrazione internazionale della TGM, con Michele Rinaldi secondo nel Mondiale Cross 125, dietro alla Suzuki di Harry Everts.
Trasferitasi in una nuova sede nel 1981, la TGM presentò in quell'anno una 400 cm³ destinata a un uso non specialistico e un nuovo modello da Cross e Regolarità da 80 cm³ motorizzato Minarelli. Il 1981 segnò però anche un calo nelle vendite, dovuto a una crisi generale del settore fuoristrada. Nel 1982 fece in tempo a vincere con Pier Angelo Tedeschi un altro titolo italiano,125 junior. Si cercò di porre rimedio con un accordo di collaborazione con la Cagiva, per la quale vennero assemblati diversi modelli a partire dal 1983. La collaborazione durò sino al 1985, quando Terzi e Marchesini decisero di chiudere la TGM per aprire una nuova società, la Sanbarnaba, attiva nel settore della progettazione, design e sviluppo di motocicli.